# Standaardtaal
Een standaardtaal is een taalvariëteit waarvoor een  'papieren norm' geldt; wat nog binnen de grenzen van een dergelijke variëteit geldt, is niet alleen afhankelijk van het taalgevoel van de sprekers, maar staat ook in woordenboeken, grammaticaboeken, stijlgidsen en dergelijke beschreven. Een standaardtaal wordt ook wel de cultuurtaal genoemd. Alle talen die een wereldtaal zijn, zijn gestandaardiseerd.

## Achtergrond
De Europese standaardtalen zijn gevormd in  dialectcontinua, gebieden waarin verwante variëteiten van plaats tot plaats kleine verschillen vertonen. Als voorbeeld dient doorgaans een variëteit met een hoge status. Zo is het Standaardnederlands gevormd naar de variëteiten van de in de 17e eeuw economisch en cultureel meest aanzienlijke gewesten Holland en Brabant, aangevuld met Saksische elementen en bijgeschaafd naar veronderstelde logica en naar Latijns voorbeeld. Voor het Standaardfrans gold het dialect van Parijs als uitgangspunt.
Wanneer een autochtone variëteit nauw verwant is aan de variëteit die de sprekers ervan als standaardtaal aanvaarden, dan wordt deze autochtone variëteit tegenwoordig vaak beschouwd als een afwijkende, minderwaardige of zelfs gedegenereerde variant daarvan. De volkstaal spreekt dan van een dialect of eenvoudigweg van 'platte taal'. Het daardoor ontstane statusverschil draagt bij aan de verspreiding van de standaardtaal over een steeds groter aantal sprekers, vaak ten koste van de autochtone variëteiten.
Is een autochtone variëteit minder nauw verwant aan de variëteit die de sprekers als standaardtaal aanvaarden, dan ontstaat in veel gevallen frictie tussen groepen die de autochtone variëteit wel en groepen die haar niet als variant van die standaardtaal beschouwen. De discussie over de status van bijvoorbeeld het Zeeuws als zelfstandige taal in Nederland is daarvan een voorbeeld.
In Europa zijn de standaardtalen vrijwel de enige variëteiten die op scholen, door de overheid en in de media worden gebruikt. Voor zover er aandacht aan niet-gestandaardiseerde variëteiten wordt besteed, is dat vaak gekscherend of afkeurend.

## Ontwikkeling
De ontwikkeling van een uniforme standaardtaal vormde zeker in de 19e eeuw een belangrijke factor in de ontwikkeling van nationale identiteiten. Staatsoverheden stimuleerden de uniformering en het gebruik van deze nieuwe norm en op scholen stond in heel veel Europese regio's (bijvoorbeeld Groningen, Catalonië, Noord-Duitsland) straf op het gebruiken van de autochtone variëteiten.
Toch hebben zich ook standaardtalen ontwikkeld die niet gebonden zijn aan staatsgrenzen. Het Standaardnederlands, dat in Vlaanderen én in Nederland de norm in onderwijs, media en bij de overheid vormt, is een goed voorbeeld. Binnen een staat kunnen ook twee concurrerende standaardtalen ontstaan, zoals het geval is in Noorwegen, waar Bokmål en Nynorsk beide als standaard fungeren, overigens zonder de autochtone variëteiten als spreektaal te verdringen.

## Standaardisatieproces
Het standaardisatieproces binnen een dialectcontinuüm wordt door de taalkundige Einar Haugen in de volgende stappen beschreven:
- Dialectselectie: een bepaalde variëteit dient als uitgangspunt, zij het met uit andere variëteiten aangeleverde aanpassingen.
- Codificatie: op basis van de gekozen variëteit wordt een 'papieren norm' vastgelegd in woordenboeken, leerboeken enzovoort.
- Acceptatie: de nieuw ontwikkelde standaardtaal wordt door de gemeenschap van het gebied waarbinnen hij moet gelden, als norm geaccepteerd. Dat proces wordt, zoals hierboven omschreven, gesteund door de grote opinievormers onderwijs, media en overheid.
- Elaboratie: de standaardtaal wordt een dynamische variëteit, die zijn uitdrukkingsmogelijkheid aanpast aan de domeinen van het leven waarin hij binnendringt. Zo vormt de ontwikkeling van de techniek een voortdurende uitdaging aan de Europese standaardtalen om hun woordenschat uit te breiden.

Voorafgaand aan de vier stappen van Haugen onderscheiden taalkundigen als Reitze Jonkman en Henk Wolf nog drie andere essentiële stappen:
- Verscheidenheid: de variëteiten waarvoor een standaard moet gaan ontstaan, moeten een redelijke mate van onderling verschil vertonen, anders is er geen standaardiseringsproces nodig.
- Conceptualisering: er moet een bepaald maatschappelijk of taalkundig concept zijn dat de variëteiten waarvoor de standaardnorm gaat gelden, afdekt. Zo kan het behoren tot een bepaalde staat een nationaal concept 'Nederlands' of 'Frans' opleveren.
- Afbakening: er moet bepaald worden welke variëteiten zich naar de norm moeten richten en welke niet. Politieke zowel als taalkundige grenzen kunnen daarbij van belang zijn. Zo wordt van de bewoner van Bad Nieuweschans beheersing van het Standaardnederlands verwacht, maar van die van buurdorp Bunde niet.

Standaardtalen zijn tot op zekere hoogte altijd geconstrueerd. Een deel van de woordenschat en de grammatica wordt door instanties en autoriteiten vastgesteld. In veel talen worden bovendien nieuwe woorden gevormd, onder andere met behulp van morfemen uit het Latijn en Oudgrieks, zoals bij relatief nieuwe Nederlandse woorden als televisie (Grieks "tele" = ver, Latijn "visio"= zicht) en allochtoon (Grieks "allos" = ander en "chtonos" = aarde, land). Dergelijke nieuwvormingen worden neoconstructies of neologismen genoemd.

## Uiterlijk
Het uiterlijk van de standaardtaal wordt, behalve door de voorbeeldvariëteit aangeleverde elementen, in de Europese context mede bepaald door criteria als: 
- logica, bijvoorbeeld afwijzing van dubbele ontkenningen ('Hij heeft daar nooit geen zin in')
- historische feiten, bijvoorbeeld afwijzing van de Gooise r ("Zo zeiden we dat vroeger ook niet!")
- purisme (vermijden van uit andere talen afkomstige woorden, constructies en uitdrukking), bijvoorbeeld afwijzing van 'camion' en 'ervoor gaan' als barbarismen
- distantiëring (vermijden van woorden en constructies die lijken op woorden en constructies in een andere taal, ook als ze daar niet aan ontleend zijn)
- gebruik, bijvoorbeeld het goedkeuren van het voorheen als germanisme afgekeurde 'middels',[1] omdat "iedereen het nu gebruikt".

Helemaal absoluut is een norm nooit. De ene taalgebruiker zal een ruimere standaardnorm hebben dan de andere (en dus meer 'goed' vinden). Verder kan de standaardnorm per gebruiksdomein of situatie verschillen: formele versus informele situaties, mondeling versus schriftelijk enzovoort. In gebieden zonder algemeen erkende autoriteit op het gebied van de norm is er een voortdurende discussie over die standaardnorm. Voor het Franse standaardtalige gebied wordt de Académie française algemeen als enige autoriteit voor de taalnorm geaccepteerd, maar voor standaardtalen als het Standaardnederlands, Standaardfries en Standaardzweeds ontbreekt zo'n instantie. Voor een taal als het Standaardengels gelden binnen verschillende staten verschillende standaardnormen.
Binnen een gebied waarbinnen de norm van de standaardtaal wordt opgelegd, worden ook vaak variëteiten gesproken die daarmee geen nauwe verwantschap vertonen. Zo wordt in Duitsland in de streek de Lausitz Sorbisch gesproken, een Slavische variëteit. Deze zogenaamde minderheidstalen worden in Europa gekenmerkt door een relatief late en onvolledige standaardisering. Zelfs in de 21e eeuw is er nog geen sprake van een algemeen aanvaard Standaardsorbisch. Een taal als het Standaardduits kan men niet als standaardvariëteit van het Sorbisch beschouwen. In plaats van standaardtaal worden ten aanzien van sommige minderheidstalen wel de termen daktaal (Dachsprache) of Hochsprache gebruikt om de - vaak nauw verwante - standaardtaal van de omringende meerderheid aan te duiden. Zo functioneren het Standaardspaans en -Frans als Hoch- of Dachsprache in de Baskische taalgroep, het Standaardnederlands en -Duits in de Friese en het Standaardfrans in Frans-Vlaanderen, waar een Frankische variëteit wordt gesproken waarvan de sprekers het Standaardnederlands als standaardtaal aanvaarden.
Een variëteit als het Nedersaksisch staat nog helemaal aan het begin van het standaardisatieproces. Het begrip 'Nedersaksisch' wordt nog nauwelijks geaccepteerd, vrijwel alleen historisch taalkundigen hanteren het begrip. De meeste sprekers van Nedersaksische dialecten in Nederland noemen de variëteit die ze spreken naar hun woonplaats of -streek ('Almeloos', 'Achterhoeks', 'Gronings') en beschouwen die als een dialect van het Nederlands. In Duitsland worden de Nedersaksische variëteiten doorgaans 'Platduits', 'Nederduits' of eenvoudigweg 'Platt' genoemd. Enig besef van een concept 'Nedersaksisch' is er nauwelijks, en ook de afbakening is onduidelijk - zo is er bijvoorbeeld geen duidelijkheid over of de variëteiten die op de Veluwe worden gesproken nu wel of niet bij het Nedersaksisch horen, en van een voor het gehele gebied geldende 'papieren norm' is zeker geen sprake.

## Twaalf grootste standaardtalen naar aantal sprekers
- Arabisch
- Chinees/Standaardmandarijn
- Duits/Hoogduits
- Engels
- Frans/Standaardfrans
- Maleis en Indonesisch
- Perzisch
- Portugees
- Russisch
- Spaans/Castiliaans
- Swahili
- Urdu en Hindi